# Johann von Schraudolph
Johann von Schraudolph (né le 13 juin 1808 à Oberstdorf, mort le 31 mai 1879 à Munich) est un peintre bavarois.

## Biographie
Johann Schraudolph est le fils d'un charpentier et l'apprenti de son père. À partir de 1825, il étudie à l'académie des beaux-arts de Munich, entre à la Glyptothèque en tant qu'assistant de Joseph Schlotthauer et y apprend la technique de la fresque. Schraudolph réalise les dessins de la conception de Heinrich Maria von Hess pour une peinture sur verre destinée à la cathédrale de Ratisbonne et le soutient dans l'exécution des fresques nazaréennes de l'église de Cour de Tous-les-Saints et de la basilique de l'abbaye Saint-Boniface de Munich, toutes deux détruites pendant la Seconde Guerre mondiale. Avec Joseph Anton Fischer, il crée des cartons pour les vitraux de l'église de Notre-Dame-de-Bon-Secours, dont les vitraux sont également victimes de la Seconde Guerre mondiale.
Sa percée artistique vient avec la peinture de la cathédrale de Spire au nom du roi Louis Ier de Bavière.
En 1848, Schraudolph reçoit l'Ordre de Saint-Michel. Le 1er octobre 1849, il devient professeur à l'académie des beaux-arts de Munich et est l'un des premiers à recevoir l'Ordre bavarois de Maximilien pour la science et l'art. Le roi Louis Ier de Bavière l'élève à la noblesse en 1862. Le peintre est d'une grande piété personnelle, son fils Franz devient prêtre en 1861, sert comme chapelain à Lenggries, mais meurt jeune. La fille de Schraudolph, Anna, épouse Otto Reither de Göcklingen dans le Palatinat en 1867, le neveu de l'évêque de Spire Konrad Reither (de) de 1870 à 1871. Ce dernier est un ami proche de Schraudolph pendant les années de peinture de la cathédrale et effectue toujours la correspondance nécessaire entre l'artiste et le roi.
En raison d'une aggravation de la maladie de la goutte et d'un retrait notable de la jeune génération d'artistes de son style de peinture, Schraudolph démissionne de son poste d'enseignant à l'académie des beaux-arts de Munich en 1878 et se retire dans la vie privée. Lorsque l'artiste est enterré dans l'ancien cimetière du Sud de Munich en 1879, la foule est modeste, il n'y a que quelques anciens élèves, notamment Max Fürst (de).
Ses frères Claudius Schraudolph l'Ancien et Matthias Schraudolph (de) et son fils Claudius Schraudolph le Jeune (de) sont également peintres.

## Peinture de la cathédrale de Spire
À la suite des guerres et des événements de la révolution, l'intérieur de la cathédrale de Spire est complètement pillé et en grande partie sans ornements. Le diocèse de Spire, rétabli en 1817 en tant que diocèse purement bavarois, dans de nouvelles limites, a finalement besoin d'une église épiscopale digne. Le roi Louis Ier de Bavière ressent ce besoin de décoration et d'éducation. Le 13 juin 1843, le monarque visite l'église épiscopale. Dans son entourage se trouvent Johann Baptist Schraudolph et son professeur Heinrich Maria von Hess. Après avoir quitté la cathédrale, le roi Louis déclare que les travaux commenceront en 1845.
En raison de son âge, Heinrich Maria von Hess demande à Schraudolph de faire le travail seul. Un contrat est signé avec lui le 2 octobre 1844, qui décrit également le programme des images choisi par l'évêque Nikolaus von Weis (de). Le motif le plus récurrent sera Marie. Les autres représentations concernent principalement les mécènes mineurs de l'Église épiscopale ou des événements de son histoire.
Le travail commence par un culte le 8 juin 1846 et ce jour-là, Schraudolph crée la tête complète de Dieu le Père. L'artiste effectue le dernier coup de pinceau le 10 septembre 1853, alors qu'il termine sa fresque votive dans le vestibule, où il est agenouillé en blouse de peintre aux pieds de la Vierge.

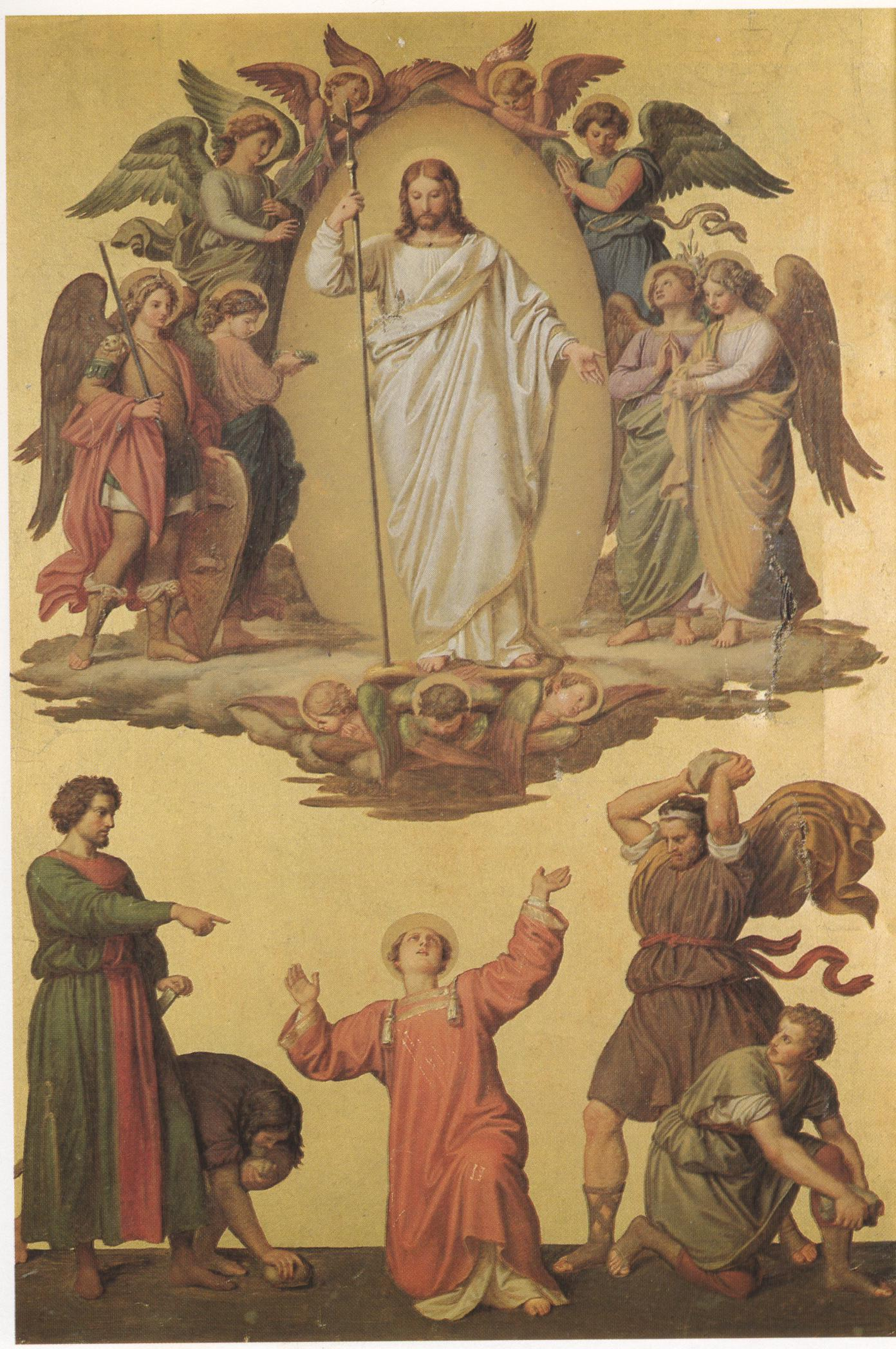
La lapidation d'Étienne, carton de la fresque détruite dans la cathédrale de Spire ; à gauche dans le manteau vert, le roi Louis de Bavière dans le personnage de Saul.

Johann Schraudolph crée 40 grandes fresques et environ 60 figures individuelles distinctes dans la cathédrale de Spire. Il immortalise le client le roi Louis Ier dans le rôle de Saul dans la fresque monumentale de la lapidation d'Étienne.
Mais à la fin du XIXe siècle, les critiques commencent à rabaisser et à ridiculiser le mouvement artistique résolument religieux des Nazaréens. Peu à peu, la peinture de la cathédrale de Spire ne correspond plus au goût de l'époque. Dans la période qui suit la Seconde Guerre mondiale, l'idée de retirer tout ou partie des peintures afin de redonner à la cathédrale une originalité prétendument romane commence à naître. Elle repose sur l'hypothèse fausse et temporelle que le roman n'avait aucune splendeur de couleurs, mais se contentait de plâtre clair et de pierre naturelle. Cela est maintenant complètement réfuté.
La cathédrale de Spire est la seule grande église entièrement peinte dans le style nazaréen qui survit à la Seconde Guerre mondiale. Indépendamment de ce fait, toutes les peintures de Schraudolph sont enlevées de 1957 à 1961, à l'exception de quelques fresques de petit format (cycle de Marien) dans la nef et du tableau votif dans le vestibule. Certaines des peintures monumentales sont tirées sur des rouleaux afin de préserver la peinture de Schraudolph au moins comme preuve de la postérité. La plupart des ouvriers du bâtiment font tomber négligemment les voûtes avec des marteaux et des pioches, les fresques sont perdues.
Entre-temps, la peinture nazaréenne est réhabilitée. Les fresques, endommagées par le long stockage, commencent à être restaurées. Plusieurs sont exposées en permanence dans la salle impériale de la cathédrale de Spire depuis 2012 et sont à nouveau accessibles au public. En raison de leur monumentalité et aussi pour des raisons de coût, les quelques fresques restantes ne sont pas encore visibles.